# Legenda o świętym pijaku
Legenda o świętym pijaku (wł. La leggenda del santo bevitore) – włosko-francuski dramat psychologiczny z 1988 roku w reżyserii Ermanno Olmiego, z Rutgerem Hauerem w roli głównej. Zdjęcia kręcono w Paryżu.